# کن سارو-ویوا
کن سارو-ویوا (انگلیسی: Ken Saro-Wiwa؛ ۱۰ اکتبر ۱۹۴۱ – ۱۰ نوامبر ۱۹۹۵) یک نویسنده، شاعر، و فیلم‌نامه‌نویس اهل نیجریه بود.
وی همچنین برنده جوایزی همچون جایزه محیط زیست گلدمن شده‌است.